# فرانسو حريري
فرانسو توما حريري (1937-18 شباط 2001) وهو سياسي عراقي آشوري وعضو في الحزب الديمقراطي الكردستاني وعضو في المجلس الوطني الكردستاني ولد في قرية حرير _القضاء حالیا_شمال أربيل في سنة 1937 عمل مع مصطفى البارزاني في نضاله وشغل منصب محافظ أربيل وفي 2001 اُغتيل من قبل منظمة أنصار الإسلام وبني ملعب فرانسو حريري تخليدا لذكراه وتم تسمية شارع باسمه، نجله فوزي حريري شغل منصب وزير التجارة في العراق.